# Alexander von Daniels (Rechtswissenschaftler)
Alexander Joseph Alois Reinhard Edler von Daniels (* 9. Oktober 1800 in Düsseldorf; † 4. März 1868 in Berlin) war Professor der Rechtswissenschaften an der Humboldt-Universität zu Berlin, königlich preußischer Kronsyndikus, Autor zahlreicher Schriften und Politiker.

## Familie
Er entstammte einem alten rheinländischen Adelsgeschlecht und war der Sohn des Gutsbesitzers und königlich preußischen Landgerichtsrats Alexander Adam Joseph Maria Edler von Daniels (1772–1826) und der Elisabeth Mörs (1778–1851).
Daniels heiratete in erster Ehe am 28. Juni 1827 in Kleve Wilhelmine von Gruben (um 1804–20. November 1840). Aus dieser Ehe stammen vier Töchter.
In zweiter Ehe heiratete er am 8. April 1843 in Hamm (Westfalen) Hulda von Pestel (* 30. März 1816–3. April 1912). Aus dieser Ehe stammen weitere acht Kinder.

## Leben
Er studierte seit 1818 in Heidelberg und Bonn Rechtswissenschaft, wurde 1819 Mitglied der Alten Bonner Burschenschaft, trat 1821 als Auskultator bei dem Oberlandesgericht zu Paderborn in den preußischen Staatsdienst, war seit 1826 Kammergerichtsassessor, bis Mitte 1830 am rheinischen Appellationsgerichtshof zu Köln, dann beim Landgericht in Kleve.
Daniels war 1843 Justizrat am Rheinischen Revisions- und Kassationshof  beschäftigt und trat bei Vereinigung des letztern mit dem Obertribunal (1852) als Rat in dieses ein. Zugleich hatte er seit 1844 an der Universität über deutsche Rechtsgeschichte und den Code Napoléon Vorlesungen gehalten. 1848 Mitglied der Preußischen Nationalversammlung und der von ihr niedergesetzten Verfassungskommission, vertrat er entschieden die Prärogativen der Krone, sprach gegen das Steuerverweigerungsrecht und gegen die Aufhebung des Jagdrechts auf fremdem Grund und Boden. 1849 in die Erste Kammer gewählt und 1854 vom König zum lebenslangen Mitglied des Herrenhauses berufen und zum Kronsyndikus ernannt, bewies er sich hier als einer der Vorkämpfer des christlichen Staats und als entschiedener Gegner jeder liberalen Neuerung, wie er auch als Referent für die rheinische Gesetzgebung ebenfalls konservativen Grundsätzen die ausgedehnteste Geltung zu verschaffen suchte.

## Werke
Seine zahlreichen Schriften sind teils privatrechtlichen, teils prozessualischen, teils rechtsgeschichtlichen Inhalts. Hervorzuheben sind: 
- Handbuch der für die Königl. Preuß. Rheinprovinzen verkündigten Gesetze, Verordnungen und Regierungsbeschlüsse aus der Zeit der Fremdherrschaft. J. P. Bachem, Köln (Digitalisierte Ausgabe der Universitäts- und Landesbibliothek Düsseldorf)
  - 1. 1833
  - 2. 1834
  - 3. 1835
  - 4. 1836
  - 5. 1837
  - 6. 1841
  - 7. 1842
  - 8,1. 1843
  - <8,2>. Alphabetisches Sachregister. 1845
- Grundsätze des rheinischen und französischen Strafverfahrens (Berlin 1849);
- Lehrbuch des gemeinen preußischen Privatrechts (Berlin. 1851–52, 4 Bde.; zweite Bearbeitung, das. 1862).
- Alter und Ursprung des Sachsenspiegels. Darstellung seines Entstehens aus dem s. g. Schwabenspiegel gegen die Einwürfe des Herrn Ober-Tribunalrathes und Professors etc. etc. Dr. Homeyer in dem Vortrage vor der königlichen Akademie der Wissenschaften (Monatsbericht, August 1852, S. 485). Verlag A. Bath, Berlin 1853 (Google Books).
- Rechtsdenkmäler des deutschen Mittelalters (mit v. Gruben und Kühns, Berlin 1857–63, 2 Abtlgn. in 3 Bdn.).
- Spiegel der deutschen Leute (Berlin  1858).
- Handbuch der deutschen Reichs- und Staatenrechtsgeschichte (Laupp & Siebeck, Tübingen 1859–63, 2 Tle. in 4 Bdn.).
  - Teil I: Germanische Zeit, 1859 (Google Books).
  - Teil II: Deutsche Zeit. 
    - Erster Band, 1860 (Google Books).
    - Zweiter Band, 1862 (Google Books).
    - Dritter Band, 1863 (Google Books).
- System des preußischen Zivilrechts (Berlin 1866, 2 Bde.).

Am bekanntesten ist seine Abhandlung Alter und Ursprung des Sachsenspiegels (Berlin 1853), worin er ebenso wie in den Rechtsdenkmälern gegen Homeyer die unhaltbare Ansicht verteidigte, dass der Sachsenspiegel nur ein Auszug aus dem Schwabenspiegel und dem Sächsischen Weichbildrecht sei.